# Max Kurzweil

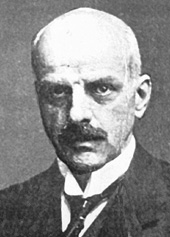
Max Kurzweil.

Maximilian Kurzweil (n. 12 de octubre de 1867 en Bzenec, Moravia; f. 9 de mayo de 1916 en Viena) fue un pintor impresionista austríaco de transición entre el siglo XIX y el siglo XX. Pintor y dibujante publicitario del modernismo.

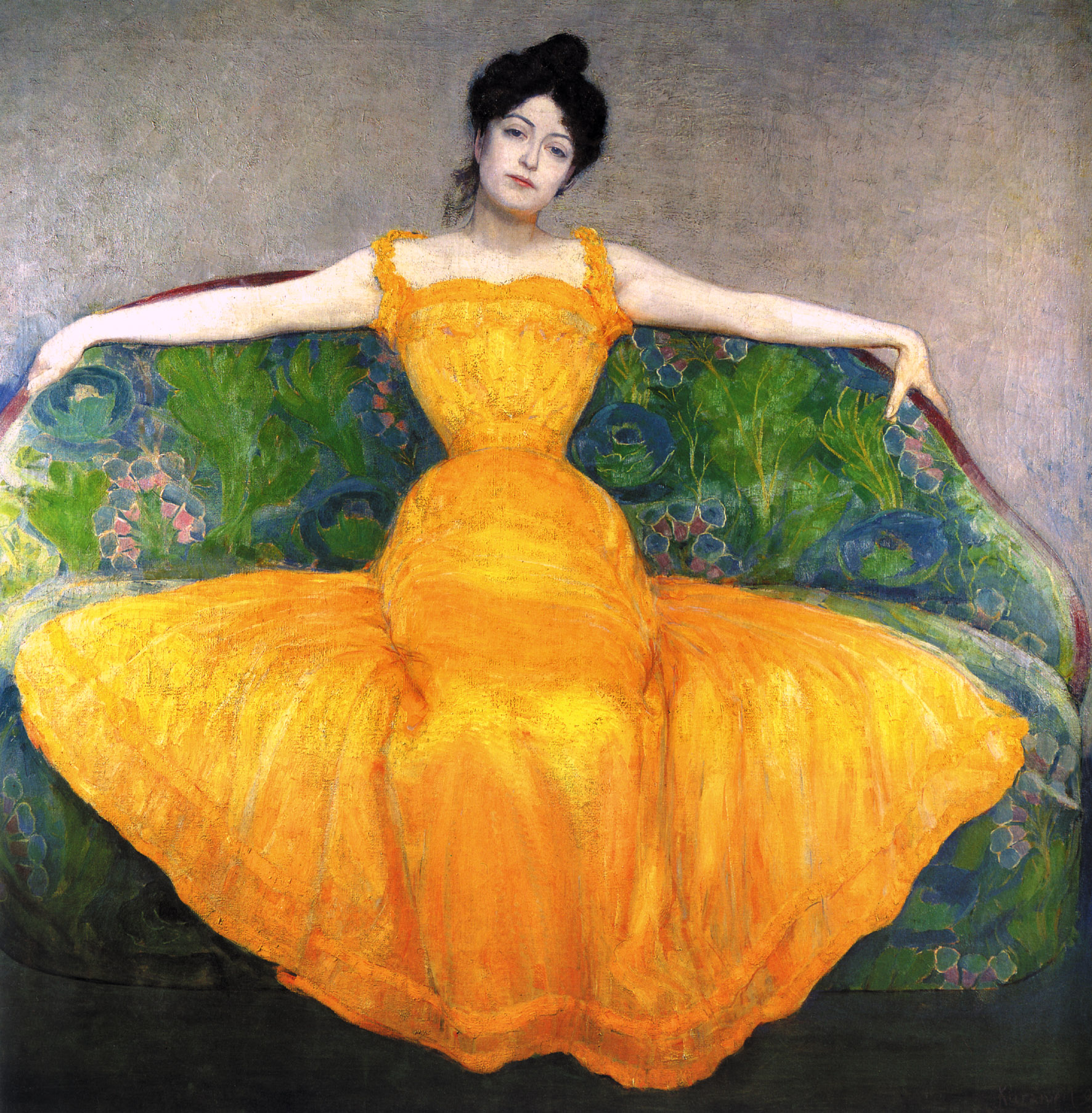
Mujer con vestido amarillo de 1899.

## Trabajos
- Ein lieber Besuch (Viena privado), 1894, Öl auf Karton, 24,5 x 30,5 cm
- Dame in Gelb (Wien Museum, Inv. Nr. 117.376), 1899, Öl auf Leinwand
- Der Brief II (San Francisco, Fine Arts Museum), um 1900, Lithographie, 19,5 x 22 cm
- Der Polster (Art Gallery of New South Wales), 1903, Farbholzschnitt, 28,6 x 26 cm
- Secession XVII. Ausstellung (Plakat), 1903, Farblithographie, 189 x 63,5 cm
- Mira Bauer (Viena, Österreichische Galerie), 1908, Öl auf Leinwand, 66 x 52,5 cm
- Bettina Bauer (Viena, Österreichische Galerie), 1908, Öl auf Leinwand, 66 x 52 cm
- Landschaft mit Salzstein (Colorado USA, privado), ca. 1910, Aquarelle, 30 x 42,5 cm

## Literatura
- Max Kurzweil 1867-1916. Ausstellungskatalog. Wien: Österreichische Galerie, 1965
- Fritz Novotny/Hubert Adolph: Max Kurzweil. Ein Maler der Wiener Sezession. Wien: Jugend & Volk, 1969